# Zamarada ordinaria
Zamarada ordinaria är en fjärilsart som beskrevs av George Thomas Bethune-Baker 1913. Zamarada ordinaria ingår i släktet Zamarada och familjen mätare. Inga underarter finns listade i Catalogue of Life.